# The Outsider (película de 2018)
The Outsider es un thriller norteamericano dirigido por Martin Zandvliet con guion original de Andrew Baldwing. Está protagonizado por  Jared Leto, Tadanobu Asano, Rory Cochrane, Shiori Kutsuna, Emile Hirsch, y Kippei Shiina, y cuenta la historia de un norteamericano que pasa a formar parte de la Yakuza japonesa.
La película, estrenada en Netflix el 9 de marzo de 2018, tuvo en general una mala acogida por la crítica.

## Argumento
La acción transcurre en el año 1954, después de la ocupación norteamericana de Japón tras la Segunda Guerra Mundial. Nick Lowell (Jared Leto) es el único prisionero extranjero en una prisión de Osaka. La mayor parte de los presos son criminales miembros de diferentes clanes de la Yakuza, reconocibles por sus tatuajes Irezumi. Nick salva de morir ahorcado a un preso llamado Kiyoshi (Tadanobu Asano), miembro del clan Shiromatsu, que decide pagar su deuda con Nick liberándolo. Pero además el clan le propone un trabajo: Anthony Panetti (Rory Cochrane), un comerciante de cobre estadounidense con una profunda aversión hacia los japoneses, se ha negado a negociar con el clan Shiromatsu, pero sí ha aceptado negociar con otro clan porque su interlocutor era norteamericano. Nick accede a ayudarles. Sin embargo, en el primer minuto de su entrevista con Panetti, Nick acaba golpeándole violentamente en la cabeza con una máquina de escribir.
Cuando el clan Seizu de Kobe desafía al clan Shiromatsu en su propio club de estriptis, Nick ataca a su jefe provocando un tiroteo. Kiyoshi va cogiéndole simpatía a Nick, y le hace regalos caros como un traje o incluso un apartamento. Hasta confía en Nick para que lleve en coche a casa a su hermana Miyu (Shiori Kutsuna), a la que encuentran borracha corriéndose una juerga en el local de los Shiromatsu. Nick pasa la noche con ella, vinculándose así todavía más con el clan. Su relación con Miyu sigue adelante, y también su relación con el clan Shiromatsu, dentro del cual se convierte en un violento sicario, e incluso se hace un tatuaje Irezumi en la espalda.
Los clanes rivales presionan al clan Shiromatsu, en gran parte debido a la negativa de su anciano patriarca a adaptarse a los rápidos cambios de la economía de postguerra. Kiyoshi envía Nick al puerto para llevar a cabo una operación de contrabando de armas. Allí cuatro miembros del clan Seizu le atacan, y Nick acaba eliminando a dos de ellos. Con el fin de evitar una guerra entre clanes, Nick y Kiyoshi realizan un ritual yubitsume, en el que se cortan los dedos meñiques y se los hacen llegar al jefe del clan Seizu, que acepta las disculpas. Durante la celebración de un combate de sumo el jefe de los Seizu ofrece al patriarca de los Shiromatsu hacerse cargo de su clan para que pueda retirarse en paz, oferta que el anciano rechaza. Nick participa en un ritual en un viejo templo, durante el cual se convierte en un auténtico miembro del clan. 
Pasado un tiempo, Pauli Bowers (Emile Hirsch), soldado norteamericano de permiso, reconoce a Nick. A través de su conversación se descubre que Nick era el capitán en la unidad de Bowers, y que el ejército de los Estados Unidos cree que Nick murió en acto de combate, pero también que Nick podría haber estado involucrado en crímenes de guerra. Cuándo Paulie intenta chantajear a Nick, este le tiende una trampa para que vaya a su apartamento y le mata. Nick se entera de que Orochi, el antiguo amante de Miyu, ha intentado violarla, pero ella le persuade para que no busque venganza contándole que está embarazada. Nick se presenta en casa de Kiyoshi y le confiesa que mantiene una relación con su hermana. Como Nick es ahora responsable de la seguridad de Miyu, Kiyoshi le entrega un Daishō, una pareja de espadas samurái. Juntos  entierran el cuerpo de Bowers en el bosque.
Algún tiempo más tarde, Nick salva al patriarca Shiromatsu de morir estrangulado a manos de un sastre. Dos miembros de los Seizu asesinan a Kiyoshi durante su huida. Parece claro que algunos miembros de su clan se han pasado al clan Seizu, entre ellos Orochi. Nick propone inmediatamente declarar la guerra al clan enemigo, idea que el patriarca respalda. Después de una oleada de asesinatos, el clan Seizu ofrece negociar la paz entre los clanes en una reunión en el puerto, pero resulta ser una emboscada. El patriarca y otros muchos miembros del clan Shiromatsu mueren, y a Nick le hieren de un disparo en una pierna. Sin inmutarse, Nick viaja al Dōjō del clan Seizu con la espada de Kiyoshi y pide luchar con Orochi para tener la oportunidad de matarle. Pero Orochi rechaza luchar, alegando que Nick es sólo un extranjero y que nunca podrá ser un verdadero miembro de la Yakuza. Cuándo Orochi le devuelve la catana, Nick le corta la garganta de un solo gesto. El patriarca Seizu interviene antes de que se produzcan más muertes y deja a Nick marcharse.
En la escena final, Nick regresa a un apartamento donde Miyu está escondida protegida por los pocos miembros que quedan del clan Shiromatsu. La abraza mientras los miembros del clan le hacen una solemne reverencia. 

## Reparto
- Jared Leto como Nick Lowell.
- Kippei Shiina como Orochi.
- Shiori Kutsuna como Miyu.
- Tadanobu Asano como Kiyoshi.
- Nao Ōmori como Seizu.
- Min Tanaka como Akihiro.
- Emile Hirsch como Paulie Bowers.
- Rory Cochrane como Anthony Panetti.
- Young Dais como Takeshi.

## Producción

### Desarrollo
El 16 de noviembre de 2016 Netflix entabló negociaciones con Bloom y AFM para adquirir en exclusividad los derechos mundiales de la película.

### Casting
Cuando Daniel Espinosa estaba negociando la dirección de la película, Michael Fassbender era uno de los candidatos para protagonizarla. Pero finalmente se nombró al cineasta japonés Takashi Miike para dirigir el largometraje, con Tom Hardy en el papel principal. Sin embargo, Hardy salió del proyecto debido a conflictos relacionados con ciertos compromisos de Miike, que finalmente provocaron también la salida del propio Miike, de modo que se buscó a un nuevo protagonista. El 5 de abril de 2016 se confirmó la participación de Jared Leto en la película. Leto se dejó crecer el pelo y la barba durante casi todo el año 2016 para prepararse para el papel de Nick Lowell y parecer un auténtico prisionero de guerra norteamericano. El 12 de mayo se confirmó la participación  de Tadanobu Asano en la película. El 16 de noviembre entró a formar parte Rory Cochrane, y el 6 de diciembre a Emile Hirsch.

### Rodaje
A finales de septiembre de 2016 empezó el rodaje de la película en Tokio, Japón. La mayor parte del rodaje se realizó en Osaka, Japón, durante el mes de diciembre de 2016.

## Estreno
La película fue estrenada en Netflix el 9 de marzo de 2018.

### Respuesta de la crítica
En la página web Rotten Tomatoes, la película tiene un índice de aceptación del 17% sobre la base de 24 opiniones, y una puntuación media de 5,85 sobre 10. En Metacritic, cuenta con una puntuación media de 30 sobre de 100, sobre la base de 12 opiniones, mostrando "opiniones generalmente desfavorables". A pesar de las opiniones vistosamente negativas, varias personas han considerado el film una buena producción y recomiendan no sacar conclusiones basadas en los puntajes sino en la experiencia de uno mismo con la historia.